# 일본국 헌법 제15조
일본국 헌법 제15조(일본어: 日本国憲法第15条)은 일본국 헌법 제3장 "국민의 권리와 의무"의 조문 중 하나이다. 공무원의 지위, 선거권 및 투표의 비밀에 대해 규정하고 있다.

## 조문
일본국 헌법 제15조
① 공무원을 선정하고 이를 파면하는 것은 국민 고유의 권리이다.
② 모든 공무원은 전체의 봉사자이며, 일부의 봉사자가 아니다.
③ 공무원의 선거에 대해서는 성년자에 의한 보통 선거를 보장한다.
④ 모든 선거에 있어서 투표의 비밀은 이를 침해하여서는 아니 된다. 선거인은 그 선택에 관하여 공적으로도 사적으로도 책임을 지지 아니한다.

## 해설
본 조 제1항 및 제2항은 국민주권의 원리 하에 있어서 모든 공무원의 지위와 제도의 기본 이념이라고 할 수 있다.
공무원의 선정 및 파면이 국민의 고유 권리에 속함을 규정하고 있다. 따라서 국민은 의회의 대표자인 "국회의원"이라는 공무원을 선거를 통해 선출한다.
또 기타 공무원에 대해서도 "전체의 봉사자"라고 규정하였으며(헌법 제15조 제2항), 그 선정 및 파면이 국민 고유의 권리이며(동조 제1항), 공무원의 궁극적 사용자는 국민이므로 국민주권의 원리 하에 국민의 대표자인 국회의원, 지방 의회 의원이 공무원의 조직, 사무 및 근무 조건 등의 결정 권한을 가진 것은 의회 민주주의에 입각한 헌법상의 당연한 권한이라고 해석된다. 또한 헌법 제73조 제4호는 이를 전제로 한 규정이라고 평가된다.
위와 같이 공무원의 궁극적 사용자는 국민이며, 공무원의 근무 조건이 의회 민주주의 및 재정 민주주의의 원칙에 따라 결정되므로 공무원의 파업권 등의 노동기본권은 일정한 수준에서 제한된다는 것이 최고재판소의 판단이다.
민주주의의 원리를 중시하는 입장에서는 공무원 노동조합 자체가 이 헌법 제15조의 규정에 위반된다는 견해도 있다.
제4항의 요지는 보통선거, 비밀선거를 규정한다는 것이다. 본항의 규정을 구체화시킨 법률로는 공직선거법이 있다.